# Saint-Aunès
Saint-Aunès este o comună în departamentul Hérault din sudul Franței. În 2009 avea o populație de 3.030 de locuitori.

## Evoluția populației
| An        | 1975 | 1982  | 1990  | 1999  | 2006  | 2009  |
| --------- | ---- | ----- | ----- | ----- | ----- | ----- |
| Populație | 536  | 1.162 | 2.027 | 2.825 | 2.990 | 3.030 |